# بيلي بيرك
بيلي بيرك (بالإنجليزية: Billy Burke)‏ مواليد 25 نوفمبر 1966 في بيلينغام، واشنطن، الولايات المتحدة، هو ممثل أمريكي بدأ مسيرته الفنية عام 1990.

## الأعمال
- مافيا!
- 24
- بنات غيلمور
- مونك
- قانون
- الشفق
- فرينج
- لا يمكن تعقبها
- محرك غاضبون
- بزوغ الفجر

## روابط خارجية
- بيلي بيرك على موقع IMDb (الإنجليزية)
- بيلي بيرك على موقع روتن توميتوز (الإنجليزية)
- بيلي بيرك على موقع ألو سيني (الفرنسية)
- بيلي بيرك على موقع أول موفي (الإنجليزية)
- بيلي بيرك على موقع بوكس أوفيس موجو (الإنجليزية)
- بيلي بيرك على موقع قاعدة بيانات الأفلام السويدية (السويدية)
- بيلي بيرك على موقع إن إن دي بي (الإنجليزية)
- بيلي بيرك على موقع أول ميوزيك (الإنجليزية)
- بيلي بيرك على موقع ديسكوغز (الإنجليزية)
- بيلي بيرك على موقع قاعدة بيانات الفيلم (الإنجليزية)